# Římskokatolická farnost Lomazice
Římskokatolická farnost Lomazice (lat. Lameticium) je zaniklá církevní správní jednotka sdružující římské katolíky v Lomazicích a okolí. Organizačně spadala do krušnohorského vikariátu, který je jedním z deseti vikariátů litoměřické diecéze.

## Historie farnosti
Jednalo se o tzv. prosté beneficium z roku 1761. Matriky byly vedeny pod farností Dolany. Fyzicky farnost přestala existovat v roce 1967, kdy zanikla obec Lomazice a její území se stalo součástí Vodní nádrže Nechranice. Kanonicky farnost existovala až do 31. prosince 2012 jako součást kadaňského farního obvodu. Od 1. ledna 2013 zanikla sloučením do farnosti-děkanství Kadaň.

### Duchovní správcové vedoucí farnost
Začátek působnosti jmenovaného v duchovní správě farnosti od:
- 1777   beneficiatus residentialis Josef Barth, † 5. 7. 1820
- 1821   benef. resident. Erasm. Zahn, n. 21. 5. 1781 Rustens., o. 30. 8. 1806, † 12. 1. 1823
- 1823   benef. resident. vacat
- 1824   benef. resident. Bern. Rulf, n. 18. 8. 1792 Rissit., o. 15. 8. 1816, † 5. 9. 1875
- 1831   benef. resident. Franc. Appel, n. 30. 3. 1785 Engelsdorf, o. 7. 9. 1823, † 1861
- 1848   benef. resident. Basil. Reindler OFM Cap., n. 4. 8. 1811 Iglau, o. 23. 1. 1836
- 1849   benef. resident. Josef Moritz, n. 21. 2. 1805 Saaz, o. 2. 9. 1829, † 8. 11. 1875
- 1875   benef. resident. vacat
- 1876   benef. resident. Daniel Miersch, n. 30. 9. 1815 Seestadtl, o. 29. 7. 1842, † 27. 7. 1888
- 1888   benef. resident. vacat
- 1894   benef. resident. Franc. Hahnel, n. 18. 12. 1815 Wikletic., o. 29. 7. 1841, † 6. 7. 1898
- 1899   benef. resident. Joann. Liška, n. 24. 4. 1858 Leitmeritz, o. 24. 8. 1882, † 27. 7. 1922
- 1903   benef. resident. Henr. Weber, n. 28. 10. 1866 Neu-Daubitz, o. 29. 6. 1890, † 3. 2. 1908
- 1905   benef. resident. vacat
- 1906   benef. resident. Anton. Ressel, n. 15. 9. 1855 Bärnsdorf, o. 11. 5. 1884, † 26. 4. 1920
- 1920   benef. resident. Josef Böhm, n. 23. 5. 1861 Retschitz, o. 16. 5. 1886, † 23. 10. 1921
- 1921   benef. resident. vacat
- 1922   benef. resident. Eduard. Schneider, n. 21. 10. 1867 Kaaden, o. 13. 9. 1891, † 26. 3. 1928
- 1927   benef. resident. Franc. Xav. Styčka, n. 21. 7. 1861 Průhonice, o. 22. 5. 1887, † 4. 2. 1931
- 1931   beneficiatus vacat
- 1. 1. 1946 Rudolph. Armstark
- 1. 12. 1948 Vladimíř Jindřich Řechka OFM
- 1. 7. 1949 Titus Hanuš OFM
- 1. 11. 1952 Hermann Staepel
- 1. 5. 1959 Stephan. Sivák
- 1. 5. 1962 Miroslav Kubík
- 1. 10. 1970 Jan Kozár
- 1. 7. 1986 Miroslav Maňásek SDB
- 1. 7. 1990 Jiří Kabát CSsR
- 1. 2. 1991 Jozef Piroh
- 1. 5. 1993 Petr Kubíček
- 1. 1. 1994 Tomáš Pirný
- 1. 3. 1996   Rich. Madej
- 15. 11. 1997 – 31. 12. 2012 Josef Čermák, admin. exc. z Kadaně[3]

Kromě kněží stojících v čele farnosti, působili ve farnosti v průběhu její historie i jiní kněží. Většinou pracovali jako farní vikáři, kaplani, katecheté, výpomocní duchovní aj.

## Území farnosti
Do farnosti náleželo území obcí:
- Lomazice[4] (Lametitz)[p 2]

## Římskokatolické sakrální stavby a místa kultu na území farnosti
| | Stavba                    | Místo                   | Bohoslužby              | Zeměpisné souřadnice            | Status                  |                         |                         |
| Zaniklé sakrální stavby | Zaniklé sakrální stavby   | Zaniklé sakrální stavby | Zaniklé sakrální stavby | Zaniklé sakrální stavby         | Zaniklé sakrální stavby | Zaniklé sakrální stavby | Zaniklé sakrální stavby |
| --- | ------------------------- | ----------------------- | ----------------------- | ------------------------------- | ----------------------- | ----------------------- | ----------------------- |
| 1. | Kostel sv. Máří Magdalény | Lomazice                | nelze sloužit           | 50°21′2″ s. š., 13°21′50″ v. d. | zbořený farní kostel    |                         |                         |
| Některé drobné sakrální stavby a pamětihodnosti lze dohledat zde v databázi Drobné sakrální památky Zaniklé sakrální stavby lze dohledat zde v databázi Poškozené a zničené kostely, kaple a synagogy v České republice |                           |                         |                         |                                 |                         |                         |                         |

Ve farnosti se mohly nacházet i další drobné sakrální stavby, místa římskokatolického kultu a pamětihodnosti, které neobsahuje tato tabulka.